# Boophis anjanaharibeensis
Boophis anjanaharibeensis és una espècie de granota de la família dels mantèl·lids endèmica de Madagascar.